# Типы отношений между организмами
Типы отношений между организмами — виды и типы влияния (отношений) между различными организмами. 
Отношения могут быть как внутри-, так и межвидовые. Возможны следующие виды влияний одних организмов на другие:
- + Положительное — один организм получает пользу за счёт другого.
- − Отрицательное — организму причиняется вред из-за другого.
- 0 Нейтральное — другой никак не влияет на организм.

## Типы отношений

### Симбиоз
Подразделяется на факультативный и облигатный. Симбиозом может называться вид сосуществования организмов, если хотя бы один из них получает пользу.
| + | + | Мутуализм — форма облигатного симбиоза организмов двух и более видов. |
| + | + | Факультативный симбиоз (протокооперация) — форма симбиоза, при которой совместное существование выгодно, но не обязательно для сожителей. (например, взаимоотношения краба и актинии: актиния защищает краба и использует его в качестве средства передвижения) |
| 0 | + | Комменсализм — форма симбиоза, при которой одна популяция извлекает пользу от взаимоотношения, а другая не получает ни пользы, ни вреда. Выделяют следующие типы комменсализма: зоохорию, паройкию, синойкию (квартирантство), энтойкию, эпибиоз, эпиойкию (эпойкию, нахлебничество) , форезию. |
| − | + | Паразитизм — форма симбиоза, при которой один организм (паразит) использует другой (хозяин) в качестве источника питания или/и среды обитания, возлагая при этом (частично или полностью) на хозяина регуляцию своих отношений с внешней средой. Паразитизм так же бывает облигатным, когда паразит не может существовать без хозяина (типичный пример — вирусы) и факультативным (вши, блохи, паразитические черви и т. д.). |
| − | + | Инквилинизм — одно животное, проникая в чужое жилище, уничтожает хозяина, после чего использует жилище в своих целях. |

### Хищничество
| − | + | Хищничество — явление, при котором один организм питается органами и тканями другого (при этом умерщвление жертвы не обязательно), при этом не наблюдается симбиотических отношений. Но в современной экологии часто используется общее понятие хищничества, в которое также входят паразитизм и растительноядность (фитофагия). |

### Нейтрализм
| 0 | 0 | Нейтрализм — обе популяции не оказывают никакого воздействия друг на друга, например волк и крот. |

### Антибиоз
Антибиозом может называться вид сосуществования организмов, если хотя бы один из организмов получает вред, а другой не получает пользы.
| − | 0 | Аменсализм— форма антибиоза, при которой одна популяция отрицательно влияет на другую, но сама не испытывает ни отрицательного, ни положительного влияния. Типичный пример — высокие кроны деревьев, угнетающие рост низкорослых растений и мхов, за счет частичного перекрывания доступа солнечного света. |
| − | − | Аллелопатия — форма антибиоза, при которой организмы оказывают взаимно вредное влияние друг на друга, обусловленное их жизненными факторами (например, выделениями веществ). Встречается, в основном, у микроорганизмов, растений, грибов. При этом вредное влияние одного организма на другой не является необходимым для его жизнедеятельности и не приносит ему пользы.                                                    |
| ± | ± | Конкуренция — форма антибиоза, при которой два вида организмов являются биологическими врагами по своей сути (как правило, из-за общей кормовой базы или ограниченных возможностей для размножения). Например, между хищниками одного вида и одной популяции или разных видов, питающихся одной пищей и обитающих на одной территории. В этом случае вред, причиняемый одному организму, приносит пользу другому, и наоборот. |